# بوب وول
بوب وول هو لاعب هوكي الجليد كندي، ولد في 1 ديسمبر 1942 في ريتشموند هيل في كندا.

## وصلات خارجية
- بوب وول على موقع دوري الهوكي الوطني (الإنجليزية)
- بوب وول على موقع قاعة مشاهير الهوكي (لاعب أن.إتش.أل) (الإنجليزية)
- بوب وول على موقع EliteProspects.com (الإنجليزية)
- بوب وول على موقع HockeyDB.com (الإنجليزية)
- بوب وول على موقع Hockey-Reference.com (الإنجليزية)